# Richard Bauckham
Richard J. Bauckham, född 1946, är en brittisk teolog och bibelforskare. Han är professor emeritus i nytestamentliga studier vid St Andrews University i Skottland. Han är medlem i British Academy och Royal Society of Edinburgh. Han arbetade som professor fram till att han tog tidig pension 2007 för att fokusera på forskning och skrivande.
Han är mest känd för sin forskning om Evangelierna, den historiske Jesus och Johanneslitteraturen i Bibeln, och har författat ett flertal akademiska verk som behandlar dessa ämnen. Hans mest framstående verk är Jesus and the Eyewitnesses (Jesus och ögonvittnena) där han presenterar sina teorier kring evangelierna och deras författarskap. Han har även studerat Jürgen Moltmanns teologi.

## Verk i urval
- Bauckham, Richard J. (1983). Jude-2 Peter (Word Biblical Commentary 50). Zondervan Academic.
- Bauckham, Richard J. (1993). The Theology of the Book of Revelation (New Testament Theology). Cambridge University Press.
- Bauckham, Richard J. (2006). Jesus and the Eyewitinesses: The Gospels as Eyewitness testimony. Eerdmans.
- Bauckham, Richard J. (2008). Jesus and the God of Israel: God Crucified and Other Studies on the New Testament's Christology of Divine Identity. Eerdmans.
- Bauckham, Richard J. (2011). Jesus: A Very Short Introduction (Very Short Introductions). Oxford University Press.